# Etnopsiquiatría

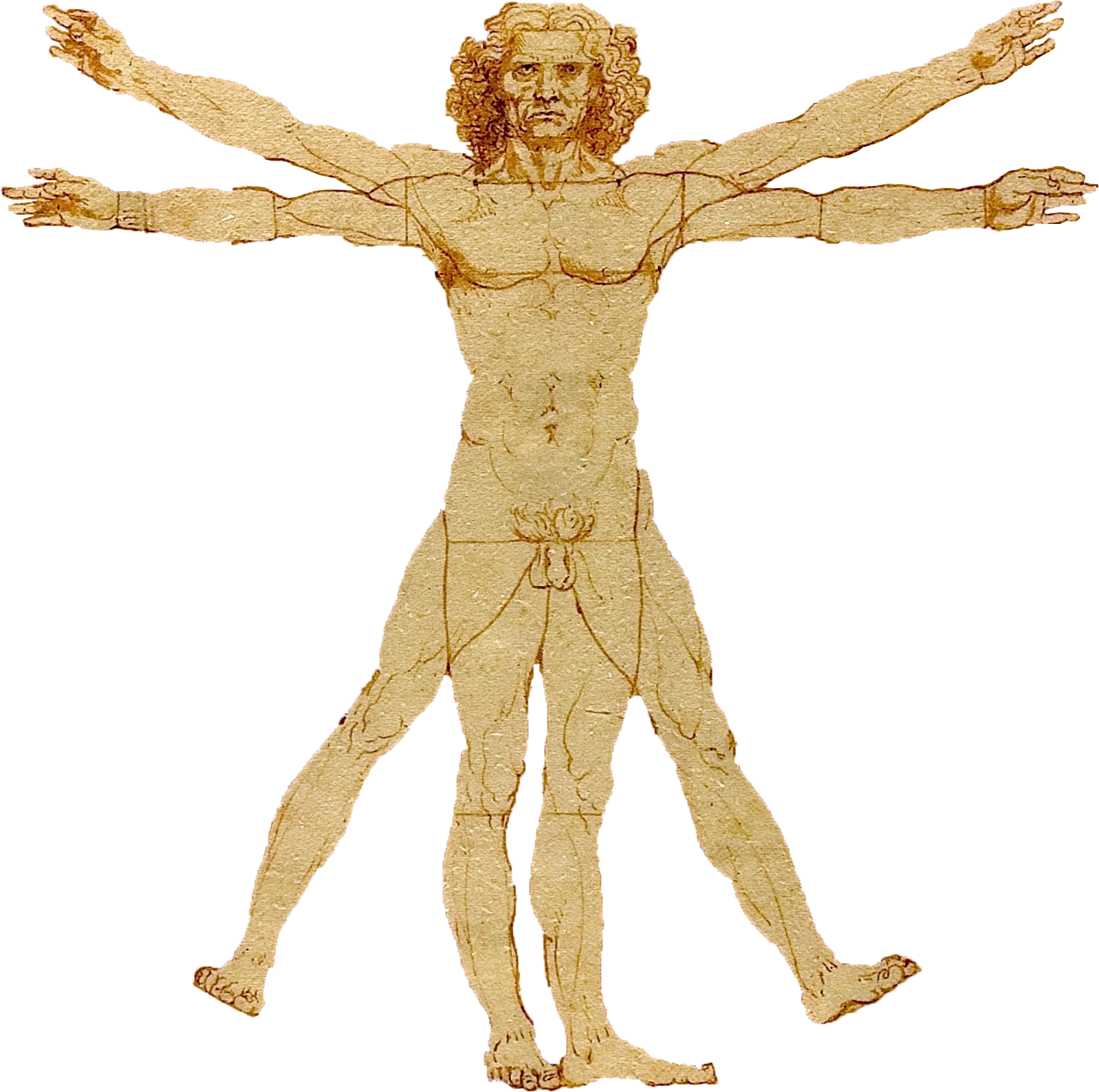
Hombre de Vitruvio (Homo cuadratus), Leonardo da Vinci.

La etnopsiquiatría es el estudio de la interacción entre los procesos culturales y mentales. Tiende a centrarse en la forma del desarrollo y la enculturación de los seres humanos dentro de un determinado cultural, con su propia historia, idioma, prácticas y categorías conceptuales -forma de la cognición humana, la emoción, la percepción, la motivación y la salud mental-. También examina cómo la comprensión de la cognición, la emoción, la motivación y los procesos psicológicos similares informan o limitan nuestros modelos de procesos culturales y sociales. Desarrolla la psicoterapia dentro del universo familiar y  cultural del paciente. Cada escuela dentro de la etnopsiquiatría tiene su propio enfoque.
Georges Devereux (1908-1985) es considerado el padre fundador de la disciplina. Devereux llamó etnopsiquiatría al campo de la investigación y a su método etnopsicoanálisis . Siempre decía que la cultura prescribe a sus miembros "la forma adecuada de ser un loco." Es como si la sociedad declarara: "Usted no tiene que estar loco, pero sin embargo si usted lo fuera, ésta es la manera correcta de serlo".
Tobie Nathan ha propuesto la revaloración de las terapias tradicionales (las cuales toman en cuenta el significado que los pacientes le atribuyen a su enfermedad, a veces postulando explicaciones consideradas sobrenaturales por la medicina occidental, como la presencia de espíritus, maleficios, etc.).
Además de la psicoterapia hacia inmigrantes, Nathan ha destacado la importancia que tiene el apoyo grupal en ciertos trastornos mentales y comportamentales, por lo cual se ha multiplicado el surgimiento de grupos como Mediagora (pacientes que sufren fobias), Autisme France (padres de niños autistas), AFTOC (asociación de pacientes que sufren de conductas obsesivas y compulsivas), etc.